# Retroclone

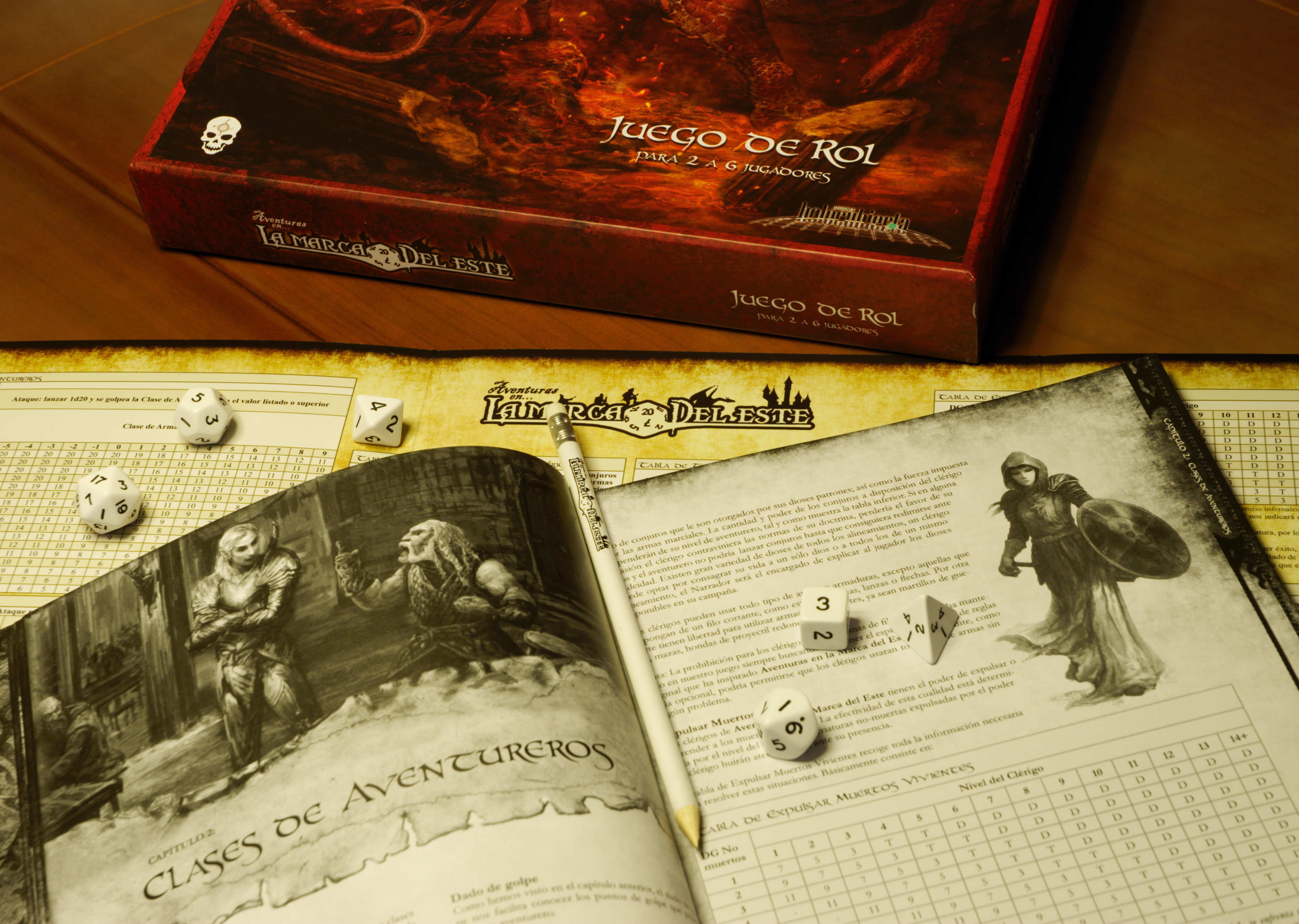
Scatola e pagine interne de La Marca dell'Est, un retroclone spagnolo

Con retroclone si intende nei gioco di ruolo la ricreazione delle regole di un vecchio regolamento non più supportato dal suo editore, in special modo vecchie edizioni di Dungeons & Dragons. Questo è generalmente reso possibile dai termini della Open Game License (OGL) e del System Reference Document (SRD), che permettono l'uso della terminologia proprietaria di Dungeons & Dragons, che in caso contrario potrebbe configurare una violazione del copyright. Per motivi legali queste regole non possono comunque utilizzare il nome del gioco originale e dei marchi commerciali a lui associati, ma il loro intento è di ricreare un'esperienza di gioco simile a quella delle vecchie edizioni.

## Storia
La possibilità di licenziare prodotti compatibili con Dungeons & Dragons sotto i termini dell'OGL e della SRD volute da Ryan Dancey per la pubblicazione di Dungeons & Dragons 3.0 nel 2000 permise ad alcuni editori, come per esempio la Necromancer Games e la Troll Lord Games, di pubblicare avventure che pur compatibili con D&D 3.0 erano indirizzate come stile ai fan delle precedenti edizioni del regolamento. Il passo successivo lo compì la Troll Lord Games pubblicando Castle & Crusades (2004) un gioco di ruolo che utilizzava il d20 System per riprodurre lo stile di gioco dei regolamenti degli anni settanta e ottanta, pur utilizzando delle meccaniche unificate.
Matt Finch (poi sostituito da Stuart Marshall), che aveva partecipato alla stesura del Player Handbook per Castle & Crusades, iniziò la stesura di OSRIC, un regolamento che emulava specificamente l'Advanced Dungeons & Dragons, piuttosto che cercare genericamente di ricreare lo stile di gioco dell'epoca. Legalmente questo è possibile perché negli Stati Uniti le regole di un gioco non sono soggette a copyright, lo è solo la loro "presentazione artistica", quindi è possibile ricreare le regole sottostanti a un gioco usando una presentazione e terminologia diversa da quelle originali. L'interesse suscitato da questa pubblicazione spinse anche altri a sviluppare progetti simili, per esempio Labyrinth Lord, un retroclone di Dungeons & Dragons Basic Set (l'edizione di Tom Moldway del 1981–1982)  e Swords & Wizardry (2008) di David Finch che riproduceva il Dungeons & Dragons originale (1974) di Gary Gygax e Dave Arneson. A inizio 2009 fu rilasciata la seconda edizione di OSRIC.
Questi giochi hanno dato vita a un movimento definito "Old School Renaissance" (o anche "Old School Revival") dalla prima parte del nome di OSRIC (in cui però significa "Old School Reference") che si è diffuso principalmente per passaparola online su forum e blog. Sebbene questo movimento sia partito dai nostalgici delle vecchi edizioni di D&D, sono anche comparsi a partire dal 2007 dei retrocloni di altri giochi di ruolo fuori produzione; inoltre sono stati pubblicati altri giochi che, pur non essendo retrocloni, si ispirano stilisticamente ai vecchi regolamenti, per esempio Lamentations of the Flame Princess e Dungeon Crawl Classics.
Con il crescere della sua diffusione le pubblicazioni amatoriali si sono trasformate in pubblicazioni professionali; uno stand del movimento OSR è presente alla Gen Con dal 2011 in rappresentanza di una serie di compagnie che aderiscono alla sua idea che sono arrivate ad influenzare anche l'edizione 5.0 di Dungeons & Dragons, la quale riprende in diversi punti le vecchie edizioni.

## Lista di retrocloni

### Basati suD&D
OSRICAbbreviazione di Old School Reference and Index Compilation ("raccolta di indici e documenti della vecchia scuola") è un retroclone di Advanced Dungeons and Dragons. La prima edizione curata inizialmente da Matthew Finch e completata da Stuart Marshall è stata pubblicata nel 2006. Una seconda edizione è stata pubblicata nel 2008. Le regole sono scaricabili gratuitamente dal sito del gioco in formato PDF. Nel giugno 2009 una copia in copertina rigida delle regole è stata resa disponibile attraverso il servizio di stampa a richiesta Lulu.com.
Labyrinth LordScritto da Daniel Proctor e pubblicato dalla Goblinoid Games. Emula le regole del Basic ed Expert set di Dungeons & Dragons curati da Tom Moldway. La prima edizione è stata pubblicata nel 2007, una seconda edizione nel 2009. A differenza dell'originale che permette solo di arrivare fino al 14º livello, è possibile avanzare fino al 20º livello. È scaricabile gratuitamente online o disponibile in stampa a richiesta attraverso Lulu.com .
Spellcraft & SwordplayPubblicato nel 2008 dalla Elf Lair Game e scritto da Jason Vey, un autore che aveva già lavorato professionalmente su All Flesh Must Be Eaten, Nightbane e Castles & Crusades ricrea l'edizione originale di Dungeons & Dragons di Gary Gygax e Dave Arneson pubblicata nel 1974, compreso l'utilizzo del sistema di combattimento derivato da Chainmail, piuttosto che quello basato sul d20 che è diventato rapidamente lo standard di D&D. Il gioco è disponibile in stampa a richiesta, una versione gratuita definita basic che permette di giocare fino al 3º livello, è stata rilasciata online nel 2011.
Swords & WizardryPubblicato dalla Mythmere Games nel 2008 e scritto da Matthew Finch è anch'esso un clone del Dungeons & Dragons del 1984. Una versione gratuita è scaricabile dal suo sito. Nel 2009 ha vinto l'ENnie Award d'argento per il miglior prodotto gratuito.
 Mazes & Perils RPGScritto da Vincent Florio e pubblicato dalla WG Productions nel 2011 è basato sull'edizione di Dungeons & Dragons del 1977 curata da J. E. Holmes. Una versione gratuita è scaricabile dal sito dell'editore. Nel 2012 è stata pubblicata una revisione delle regole che ha vinto l'ENnie Awards 2013 per il miglior prodotto gratuito A differenza della versione originale, che prevedeva solo i primi tre livelli, permette di avanzare fino al dodicesimo livello.
BLUEHOLME Prentice RulesScritte da Michael Thomas e pubblicate dalla Dreamscape Design nel 2013, sono anch'esse basate sull'edizione di Dungeons & Dragons del 1977. Le regole sono scaricabili gratuitamente.
La Marca dell'Est (Aventuras en la Marca del Este)Gioco di ruolo pubblicato in Spagna dalla Holocubierta Ediciones e distribuito in Italia dalla Red Glove; è un gioco di ruolo che clona il Dungeons & Dragons Basic Set.

### Basati su altri regolamenti
Double ZeroScritto da Berin Kinsman è un clone di James Bond 007 (1983) della Victory Games.
4C SystemScritto da Phil Reed è un clone del Marvel Super Heroes game (Jeff Grubb, 1985) della TSR
GOREAcronimo per "Generic Old-school Role-playing Engine" ("Motore di gioco di ruolo vecchia scuola generico") clona il Basic Role-Playing della Chaosium.
Mutant FutureScritto da Ryan Denison e Daniel Proctor è una variante di Labyrinth Lord che clona i giochi di ruolo di fantascienza Gamma World e Metamorphosis Alpha della TSR.
ZeFRSAcronimo per "Zeb's Fantasy Roleplaying System" ("Il gioco di ruolo fantasy di Zeb") è un clone del Conan RPG (David "Zeb" Cook, 1986) pubblicato dalla TSR.

8-Bit Dungeon: An Adventure Game of Funny-Shaped DiceScritto da Levi Kornelsen e rilasciato dal 2005 per ricreare come gioco di ruolo il primo videogioco della serie Final Fantasy.